# Liste der Kulturdenkmale in Grabau (Stormarn)
In der Liste der Kulturdenkmale in Grabau sind alle Kulturdenkmale der schleswig-holsteinischen Gemeinde Grabau (Kreis Stormarn) aufgelistet (Stand: 10. März 2025).

## Legende
In den Spalten befinden sich folgende Informationen:
- Objekt-ID: die Nummer des Kulturdenkmales
- Lage: die Adresse des Kulturdenkmales und die geographischen Koordinaten. Kartenansicht, um Koordinaten zu setzen. In der Kartenansicht sind Kulturdenkmale ohne Koordinaten mit einem roten Marker dargestellt und können in der Karte gesetzt werden. Kulturdenkmale ohne Bild sind mit einem blauen Marker gekennzeichnet, Kulturdenkmale mit Bild mit einem grünen Marker.
- Offizielle Bezeichnung: Bezeichnung des Kulturdenkmales
- Beschreibung: die Beschreibung des Kulturdenkmales
- Bild: ein Bild des Kulturdenkmales

## Sachgesamtheiten
| Objekt-ID      | Lage                                                                                           | Offizielle Bezeichnung | Beschreibung | Bild                             |
| -------------- | ---------------------------------------------------------------------------------------------- | ---------------------- | --- | -------------------------------- |
| 45447 Wikidata | Rosenstraße 4, 4-12, 10, 12, Im Dorfe, Ringstraße 8, Ringstraße (53° 48′ 20″ N, 10° 16′ 13″ O) | Gut Grabau             | ehem. adliges Gut mit Herrenhaus von 1804, im Kern auf einen älteren Meierhof zurückgehend; im frühen 20. Jh. durch Gustav Lahusen zu einem landwirtschaftlichen Musterbetrieb mit modernen Wirtschaftsgebäuden umgewandelt, die östlich der alten Gutsanlage entstehen, westlich davon 1906/1908 Errichtung eines repräsentativen Landhauses als Sommersitz der Familie („Schloss Grabau“); weitläufiges Areal mit Pförtnerhaus, Villengarten bzw. Gutspark, ehem. Grabkapelle und Familiengrabstätte, Wirtschaftshof mit Hofpflaster, sog. Uhrenstall, zwei Scheunen, Reithalle, Kuhstall, Waage und einer das Areal begrenzenden Natursteineinfriedung - Begründung: geschichtlich, künstlerisch, städtebaulich, Kulturlandschaft prägend - Schutzumfang: ehem. Herrenhaus, sog. Weißes Haus, ehem. Kuhstall, Stallgebäude, sog. Uhrenstall, Scheune, Einfriedung, Hofraum (Rosenstraße 4); ehem. Pförtnerhaus (Rosenstraße 10); Landsitz (sog. Schloss Grabau) (Rosenstraße 12); Gutsgarten mit Teich, zwei Pavillons (Rosenstraße 4-12); Reithalle, Scheune (Im Dorfe); Kapelle Grabau mit Eingangspforte, Familiengrab Lahusen, Waage (Ringstraße), Getreidespeicher (Ringstraße 8) | weitere Fotos \| Fotos hochladen |

## Bauliche Anlagen
| Objekt-ID      | Lage                                          | Offizielle Bezeichnung                  | Beschreibung | Bild                             |
| -------------- | --------------------------------------------- | --------------------------------------- | --- | -------------------------------- |
| 52213 Wikidata | Im Dorfe (53° 48′ 17″ N, 10° 16′ 37″ O)       | Reithalle                               | Reithalle; Anf. 20. Jh.; stützenlose Halle mit segmentbogig gewölbter Decke über Holzfachwerkkonstruktion, reich gegliederte Ziegelfassade mit strebepfeilerartigen Wandvorlagen - Begründung: geschichtlich, städtebaulich, Kulturlandschaft prägend - Schutzumfang: gesamtes Objekt - Denkmaltyp: Bauliche Anlage, Sachgesamtheit: Gut Grabau | BW                               |
| 12654 Wikidata | Ringstraße 8 (53° 48′ 16″ N, 10° 16′ 41″ O)   | Getreidespeicher                        | Getreide-Hochspeicher des Gutes Grabau; um 1912; Bauherr: Gustav Lahusen; Ziegelbau auf quadratischem Grundriss mit geschossübergreifender Lisenengliederung, Zeltdach mit großer hölzerner Laterne - Begründung: geschichtlich, städtebaulich, Kulturlandschaft prägend - Schutzumfang: gesamtes Objekt - Denkmaltyp: Bauliche Anlage, Sachgesamtheit: Gut Grabau                                                                                         | BW                               |
| 1260 Wikidata  | Ringstraße 3 (53° 48′ 22″ N, 10° 16′ 33″ O)   | Kapelle Grabau                          | ehem. Grabkapelle; 1923/24, Architekt: Hermann Werle, Bauherr: Gustav Lahusen; einschiffiger, kreuzkrippengewölbter Baukörper aus Kalkstein mit polygonalem Chorabschluss, neugotische Formen mit späten Jugendstileinflüssen; mit Eingangspforte an der Zuwegung zur Kapelle - Begründung: geschichtlich, künstlerisch, Kulturlandschaft prägend - Schutzumfang: Kapelle Grabau, Eingangspforte - Denkmaltyp: Bauliche Anlage, Sachgesamtheit: Gut Grabau | weitere Fotos \| Fotos hochladen |
| 20833 Wikidata | Ringstraße (53° 48′ 23″ N, 10° 16′ 34″ O)     | Familiengrab Lahusen                    | Familiengrabstätte; 1918 bis 1939; fünf Grabstelen aus Naturstein für die Angehörigen der Familie Lahusen - Begründung: geschichtlich, künstlerisch - Schutzumfang: gesamtes Objekt - Denkmaltyp: Bauliche Anlage, Sachgesamtheit: Gut Grabau | BW                               |
| 45002 Wikidata | Rosenstraße 4 (53° 48′ 16″ N, 10° 16′ 31″ O)  | Stallgebäude (sog. Uhrenstall)          | Pferdestall und Remise; um 1910, Bauherr: Gustav Lahusen; eingeschossiger Ziegelbau mit hohem Halbwalmdach und Dachreiter, zahlreiche Fledermausgauben - Begründung: geschichtlich, künstlerisch, Kulturlandschaft prägend - Schutzumfang: Stallgebäude, sog. Uhrenstall, - Denkmaltyp: Bauliche Anlage, Sachgesamtheit: Gut Grabau | BW                               |
| 45449 Wikidata | Rosenstraße 4 (53° 48′ 16″ N, 10° 16′ 36″ O)  | ehem. Kuhstall                          | Stallgebäude; Anf. 20. Jh.; langgestreckter zweigeschossiger Ziegelbau mit flachem Satteldach, ornamental gegliederte Wandflächen im Obergeschoss mit eingetieften Wandfeldern, Auffahrt ins Obergeschoss - Begründung: geschichtlich, städtebaulich, Kulturlandschaft prägend - Schutzumfang: gesamtes Objekt - Denkmaltyp: Bauliche Anlage, Sachgesamtheit: Gut Grabau                                                                                   | BW                               |
| 45450 Wikidata | Rosenstraße 4 (53° 48′ 14″ N, 10° 16′ 33″ O)  | Scheune                                 | Scheune; Anf. 20. Jh.; eingeschossiger Ziegelbau mit Drempel und flachem Satteldach, aufwendige hölzerne Tragwerkskonstruktion im Inneren - Begründung: geschichtlich, städtebaulich, Kulturlandschaft prägend - Schutzumfang: gesamtes Objekt - Denkmaltyp: Bauliche Anlage, Sachgesamtheit: Gut Grabau | BW                               |
| 1968 Wikidata  | Rosenstraße 12 (53° 48′ 20″ N, 10° 16′ 12″ O) | Landsitz (sogenanntes „Schloss Grabau“) | Landsitz; 1906-1908, Architekt: Hermann Werle, Bauherr: Gustav Lahusen; zweigeschossige, burgartige Villa im englischen Landhausstil aus Muschelkalk unter Kupferdächern, Rückgriff auf die englische Neugotik des mittleren 19. Jh., Jugendstilelemente - Begründung: geschichtlich, künstlerisch, Kulturlandschaft prägend - Schutzumfang: Landsitz, sog. Schloss Grabau, - Denkmaltyp: Bauliche Anlage, Sachgesamtheit: Gut Grabau                      | weitere Fotos \| Fotos hochladen |

## Gründenkmale
| Objekt-ID     | Lage                                              | Offizielle Bezeichnung | Beschreibung | Bild |
| ------------- | ------------------------------------------------- | ---------------------- | --- | ---- |
| 1259 Wikidata | Rosenstraße 4 - 12 (53° 48′ 22″ N, 10° 16′ 15″ O) | Gutsgarten             | Landschaftspark und Villengarten; mindestens auf das 18. Jh. zurückgehend, mehrfach erweitert, u.a. durch Christian Roselius und Harry Maaß; rund 12 ha große Park- und Gartenanlage im „gemischten Stil“, der ältere, romantische Landschaftspark im Osten überlagert sich mit einem jüngeren, westlich davon angelegten Villengarten; mit Teich und zwei reetgedeckten Pavillons - Begründung: geschichtlich, künstlerisch, Kulturlandschaft prägend - Schutzumfang: Gutspark, Teich, zwei Pavillons - Denkmaltyp: Gründenkmal, Sachgesamtheit: Gut Grabau | BW   |

## Quelle
- Liste der Kulturdenkmale in Schleswig-Holstein – Kreis Stormarn

- Karte mit allen Koordinaten:
- OSM |
- WikiMap